# Seznam ostrovů Britského antarktického území
Ostrovy Britského antarktického území větší než 100 km².

## Podle velikosti
|    | ostrov              | anglicky           | rozloha (km²) | max.NV (m) | souostroví      |
| -- | ------------------- | ------------------ | ------------- | ---------- | --------------- |
| 1  | Ostrov Krále Jiřího | King George Island | 1384          |            | Jižní Shetlandy |
| 2  | Livingstonův ostrov | Livingston Island  | 974           | 1700       | Jižní Shetlandy |
| 3  | Sloní ostrov        | Elephant Island    | 558           |            | Jižní Shetlandy |
| 4  | Korunovační ostrov  | Coronation Island  | 450           | 1265       | Jižní Orkneje   |
| 5  | Smithův ostrov      | Smith Island       | 206           |            | Jižní Shetlandy |
| 6  | Nelsonův ostrov     | Nelson Island      | 192           |            | Jižní Shetlandy |
| 7  | Robertův ostrov     | Robert Island      | 186           |            | Jižní Shetlandy |
| 8  | Nízký ostrov        | Low Island         | 181           |            | Jižní Shetlandy |
| 9  | Greenwichský ostrov | Greenwich Island   | 174           |            | Jižní Shetlandy |
| 10 | Clarencův ostrov    | Clarence Island    | 162           |            | Jižní Shetlandy |
| 11 | Sněžný ostrov       | Snow Island        | 162           |            | Jižní Shetlandy |
| 12 | Deception           | Deception Island   | 162           |            | Jižní Shetlandy |